# Międzyobszarowe Indywidualne Studia Matematyczno-Przyrodnicze
Międzyobszarowe Indywidualne Studia Matematyczno-Przyrodnicze (MISMaP) – kolegium na prawach wydziału istniejące na niektórych uniwersytetach w Polsce, które umożliwia studentom studiowanie na kilku kierunkach (z zakresu nauk ścisłych, przyrodniczych, społecznych i humanistycznych) jednocześnie.

## Charakterystyka
Dzięki MISMaP można studiować kilka kierunków jednocześnie. Dokładne wymogi procedowania są określane osobno przez każdą uczelnię. Istotą tego trybu studiowania jest elastyczny, ustalany dla każdego studenta indywidualny plan studiów. Student realizuje minimum (bądź minima) programowe z kierunku wybranego jako podstawowy (z którego będzie pisać pracę dyplomową), ale korzysta również z oferty poszczególnych przedmiotów lub wykładów wszystkich jednostek uczelnianych zrzeszonych w Kolegium MISMaP.

## MISMaP na Uniwersytecie Warszawskim
Międzywydziałowe Indywidualne Studia Matematyczno-Przyrodnicze utworzono w roku akademickim 1992/1993. Stanowiły one wówczas rewolucyjny tryb studiowania, który po raz pierwszy został wprowadzony na polskiej uczelni.
Utworzenie MISMaP zostało uchwalone przez Senat Uniwersytetu Warszawskiego 18 grudnia 1991 roku. Pomysłodawcą projektu był prof. UW dr hab. Andrzej Hennel, który został później pierwszym dyrektorem MISMaP w latach 1992-2001.
Specyficzna forma MISMaP została wykorzystana w uruchomionych rok później Międzywydziałowych Indywidualnych Studiach Humanistycznych Uniwersytetu Warszawskiego, a następnie w wielu Studiach Matematyczno-Przyrodniczych i Humanistycznych powołanych do życia w różnych ośrodkach akademickich w Polsce.
W 2001 roku utworzono Kolegium MISMaP i zatwierdzono jego pierwszy Regulamin.

## MISMaP w Polsce
Ku podobnym przemianom dążą również inne szkoły wyższe, o czym świadczy powoływanie do życia studiów o zbliżonym do powyższego charakterze.
- Uniwersytet Śląski
- Uniwersytet Jagielloński